# Pompignan (Gard)
Pour les articles homonymes, voir Pompignan.
Pompignan est une commune française située dans l'ouest du département du Gard, en région Occitanie.
Exposée à un climat méditerranéen, elle est drainée par le Rieu Massel, le ruisseau de Thomas et par divers autres petits cours d'eau. La commune possède un patrimoine naturel remarquable : un site Natura 2000 (les « gorges de Rieutord, Fage et Cagnasse ») et cinq zones naturelles d'intérêt écologique, faunistique et floristique.
Pompignan est une commune rurale qui compte 914 habitants en 2022, après avoir connu une forte hausse de la population depuis 1975. Elle fait partie de l'aire d'attraction de Montpellier. Ses habitants sont appelés les Pompignanais ou  Pompignanaises.

## Géographie

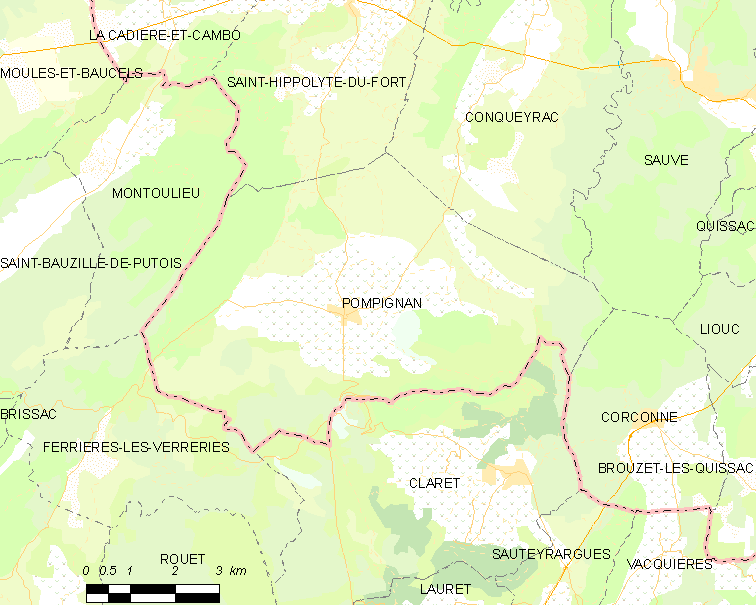
Carte du territoire communal.

Limitrophe avec le département de l'Hérault, la commune de Pompignan est à l'interface entre le causse de l'Hortus (au sud) et les premiers reliefs cévenols de Saint-Hippolyte-du-Fort (au nord). La commune est encadrée par les massifs du Bois de Monnier (à l'ouest) et du Coutach (à l'est), reliefs qui soulignent la vaste dépression au sein de laquelle est implanté le village, à 170 mètres d'altitude.
Les principaux points hauts du secteur sont :
- le Mont Haut (522 m), situé dans le Bois de Monnier avec son ermitage proche du sommet ;
- le Puech Camp (471 m), sur le massif de Coutach ;
- la Crête de Taillade (420 m), qui constitue le rebord septentrional du Causse de l'Hortus ;
- la Montagne Saint-Jean (402 m), siège des ruines du château fort et d'une ancienne chapelle romane.

### Hydrographie
Pompignan est traversée par sept ruisseaux principaux, tous à cours intermittent (oueds) et qui appartient au bassin versant du Vidourle :
- le Rieumassel, principal cours d'eau, collecteur de tous les ruisseaux de la commune et affluent du Vidourle ;
- le ruisseau des Crozes ;
- le ruisseau d'Enval ;
- le ruisseau d'Artigues ;
- le ruisseau de Groussanne ;
- le ruisseau du Valadas ;
- le ruisseau du Lauzas.

On  y trouve également plusieurs avens, dont les plus spectaculaires sont le Trou fumant et l'Aven de Monnier.

### Climat
Pour des articles plus généraux, voir Climat de l'Occitanie et Climat du Gard.
En 2010, le climat de la commune est de type climat méditerranéen franc, selon une étude s'appuyant sur une série de données couvrant la période 1971-2000. En 2020, Météo-France publie une typologie des climats de la France métropolitaine dans laquelle la commune est exposée à un climat méditerranéen et est dans la région climatique Provence, Languedoc-Roussillon, caractérisée par une pluviométrie faible en été, un très bon ensoleillement (2 600 h/an), un été chaud (21,5 °C), un air très sec en été, sec en toutes saisons, des vents forts (fréquence de 40 à 50 % de vents > 5 m/s) et peu de brouillards.
Pour la période 1971-2000, la température annuelle moyenne est de 13,6 °C, avec une amplitude thermique annuelle de 16,7 °C. Le cumul annuel moyen de précipitations est de 1 118 mm, avec 7,3 jours de précipitations en janvier et 3,1 jours en juillet. Pour la période 1991-2020, la température moyenne annuelle observée sur la station météorologique la plus proche, située sur la commune de Colognac à 15 km à vol d'oiseau, est de 12,3 °C et le cumul annuel moyen de précipitations est de 1 502,4 mm,. Pour l'avenir, les paramètres climatiques de la commune estimés pour 2050 selon différents scénarios d’émission de gaz à effet de serre sont consultables sur un site dédié publié par Météo-France en novembre 2022.

### Milieux naturels et biodiversité

#### Réseau Natura 2000

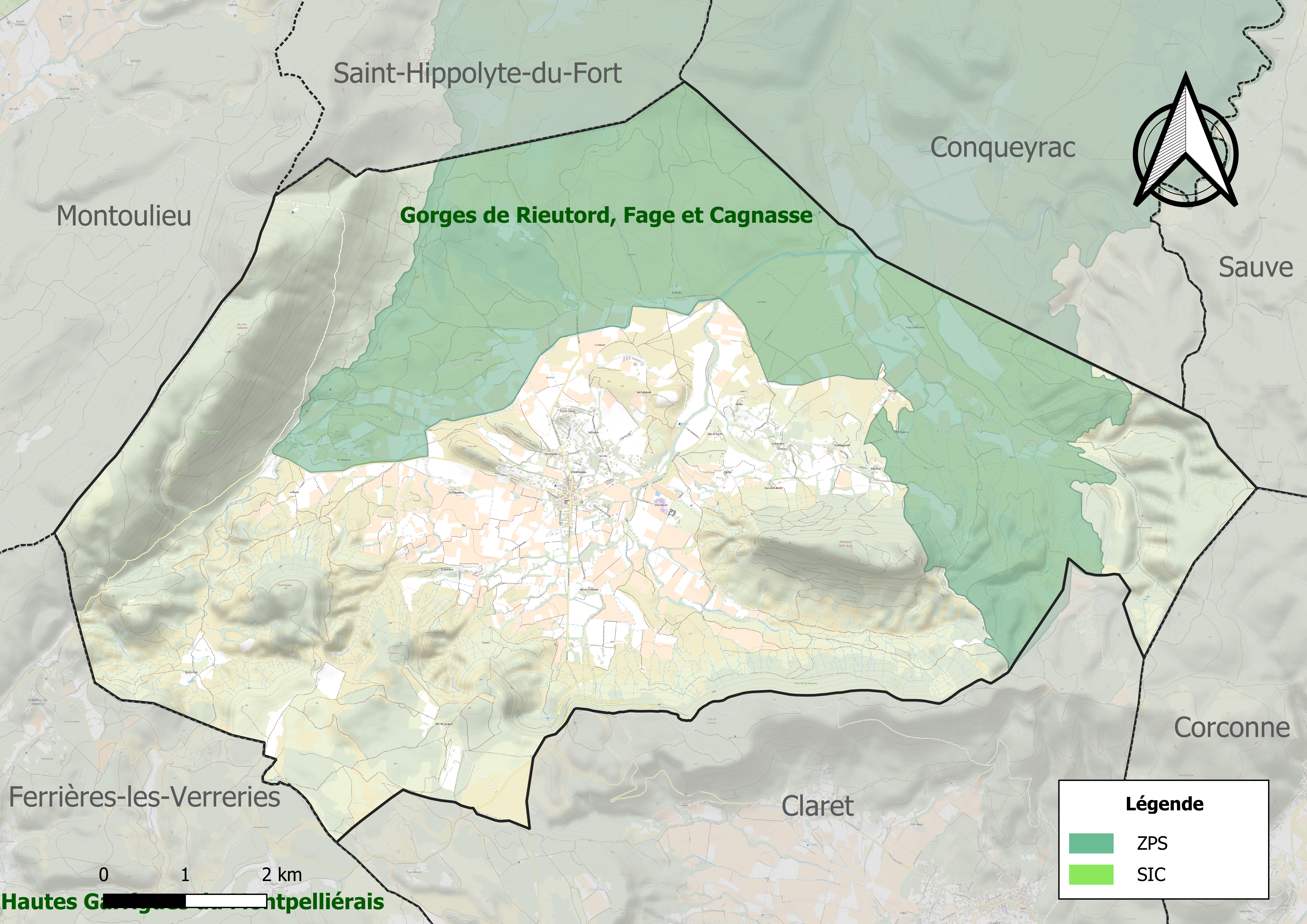
Sites Natura 2000 sur le territoire communal.

Le réseau Natura 2000 est un réseau écologique européen de sites naturels d'intérêt écologique élaboré à partir des directives habitats et oiseaux, constitué de zones spéciales de conservation (ZSC) et de zones de protection spéciale (ZPS).
Un site Natura 2000 a été défini sur la commune au titre  de la directive oiseaux : les « gorges de Rieutord, Fage et Cagnasse », d'une superficie de 12 308 ha, comportent des milieux escarpés, des falaises, et sont un biotope de prédilection pour l'avifaune rupestre parmi laquelle on relève des espèces à très forte valeur patrimoniale : l'Aigle de Bonelli, le Grand Duc d'Europe, le Circaète Jean-le-Blanc.

#### Zones naturelles d'intérêt écologique, faunistique et floristique
L’inventaire des zones naturelles d'intérêt écologique, faunistique et floristique (ZNIEFF) a pour objectif de réaliser une couverture des zones les plus intéressantes sur le plan écologique, essentiellement dans la perspective d’améliorer la connaissance du patrimoine naturel national et de fournir aux différents décideurs un outil d’aide à la prise en compte de l’environnement dans l’aménagement du territoire.
Deux ZNIEFF de type 1 sont recensées sur la commune :
le « bordure orientale du Causse de l'Hortus » (1 478 ha), couvrant 5 communes dont 1 dans le Gard et 4 dans l'Hérault, et 
la « plaine de Pompignan, Conqueyrac et Saint-Hippolyte-du-Fort » (5 432 ha), couvrant 3 communes du département
et trois ZNIEFF de type 2, : 
- le « massif du Bois de Monnier » (5 858 ha), couvrant 8 communes dont 3 dans le Gard et 5 dans l'Hérault[13] ;
- le « pic-saint-Loup et Hortus » (11 816 ha), couvrant 14 communes dont 1 dans le Gard et 13 dans l'Hérault[14] ;
- les « plaines de Pompignan et du Vidourle » (12 043 ha), couvrant 12 communes dont 9 dans le Gard et 3 dans l'Hérault[15].

Carte des ZNIEFF de type 1 et 2 à Pompignan.
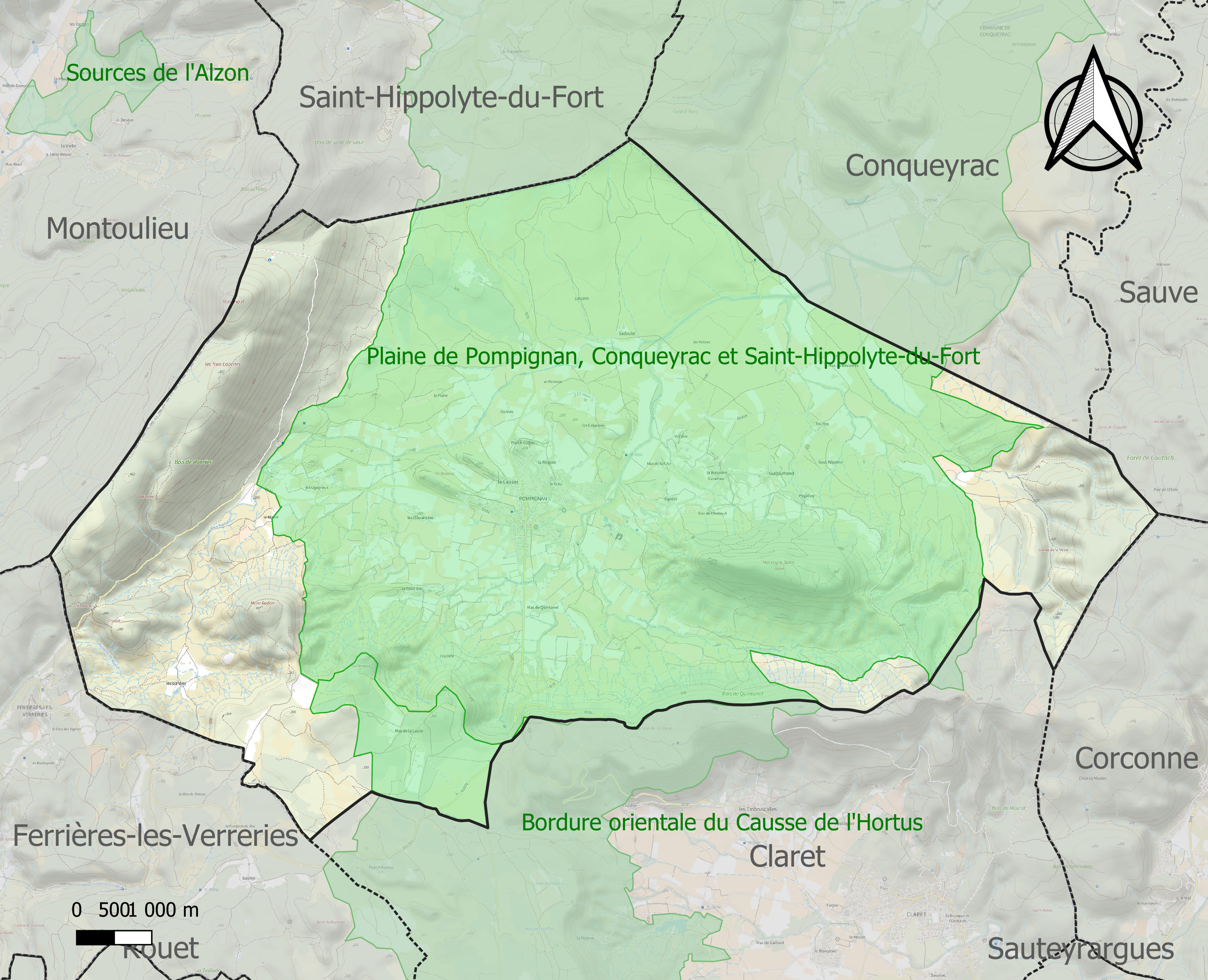
Carte des ZNIEFF de type 1 sur la commune.
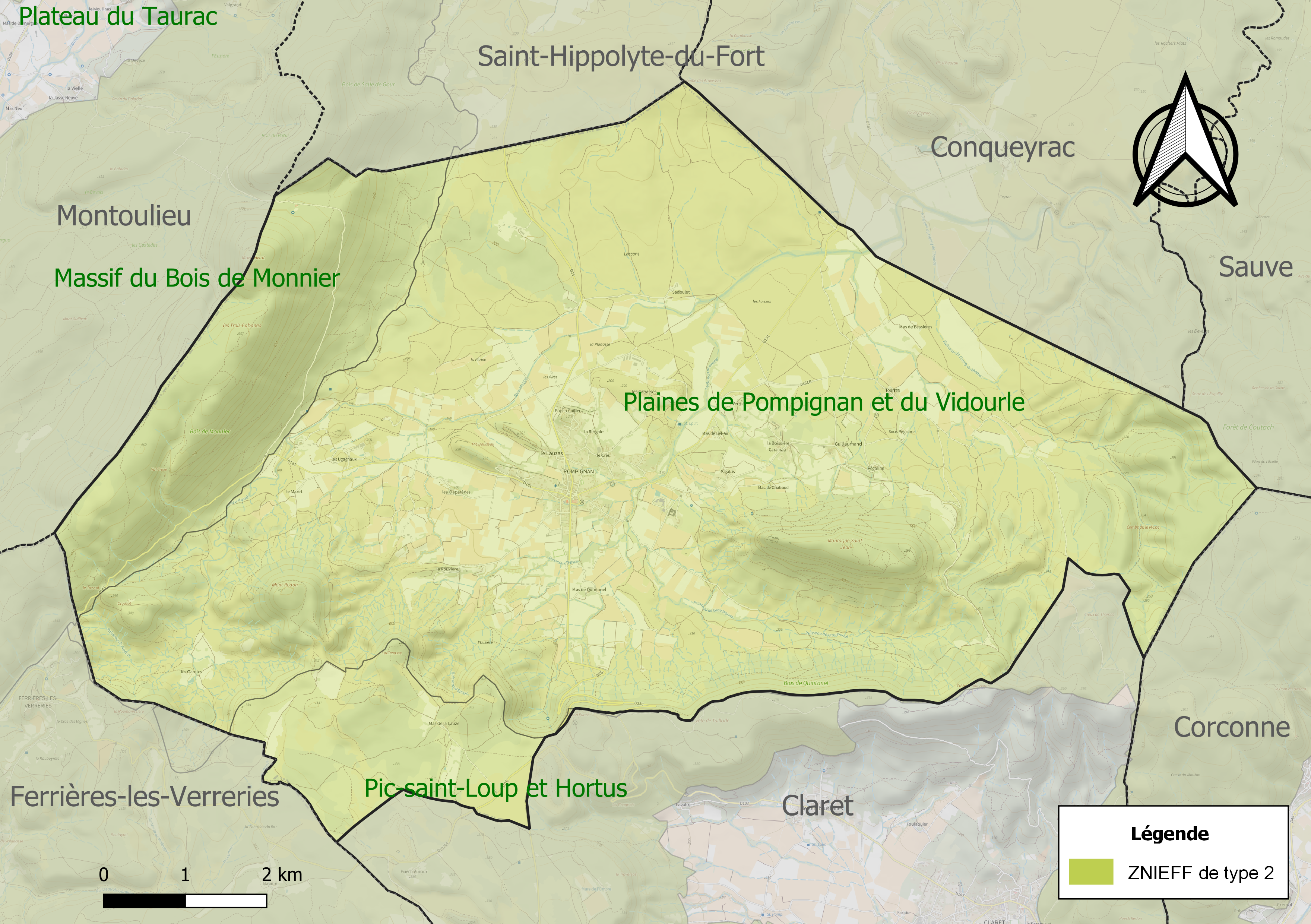
Carte des ZNIEFF de type 2 sur la commune.

## Urbanisme

### Typologie
Au 1er janvier 2024, Pompignan est catégorisée commune rurale à habitat dispersé, selon la nouvelle grille communale de densité à sept niveaux définie par l'Insee en 2022.
Elle est située hors unité urbaine. Par ailleurs la commune fait partie de l'aire d'attraction de Montpellier, dont elle est une commune de la couronne,. Cette aire, qui regroupe 161 communes, est catégorisée dans les aires de 700 000 habitants ou plus (hors Paris),.

### Occupation des sols
L'occupation des sols de la commune, telle qu'elle ressort de la base de données européenne d’occupation biophysique des sols Corine Land Cover (CLC), est marquée par l'importance des forêts et milieux semi-naturels (72,6 % en 2018), une proportion sensiblement équivalente à celle de 1990 (72,2 %). La répartition détaillée en 2018 est la suivante : milieux à végétation arbustive et/ou herbacée (52,6 %), forêts (18,7 %), cultures permanentes (14,8 %), zones agricoles hétérogènes (11,8 %), espaces ouverts, sans ou avec peu de végétation (1,3 %) et zones urbanisées (0,8 %). L'évolution de l’occupation des sols de la commune et de ses infrastructures peut être observée sur les différentes représentations cartographiques du territoire : la carte de Cassini (XVIIIe siècle), la carte d'état-major (1820-1866) et les cartes ou photos aériennes de l'IGN pour la période actuelle (1950 à aujourd'hui).

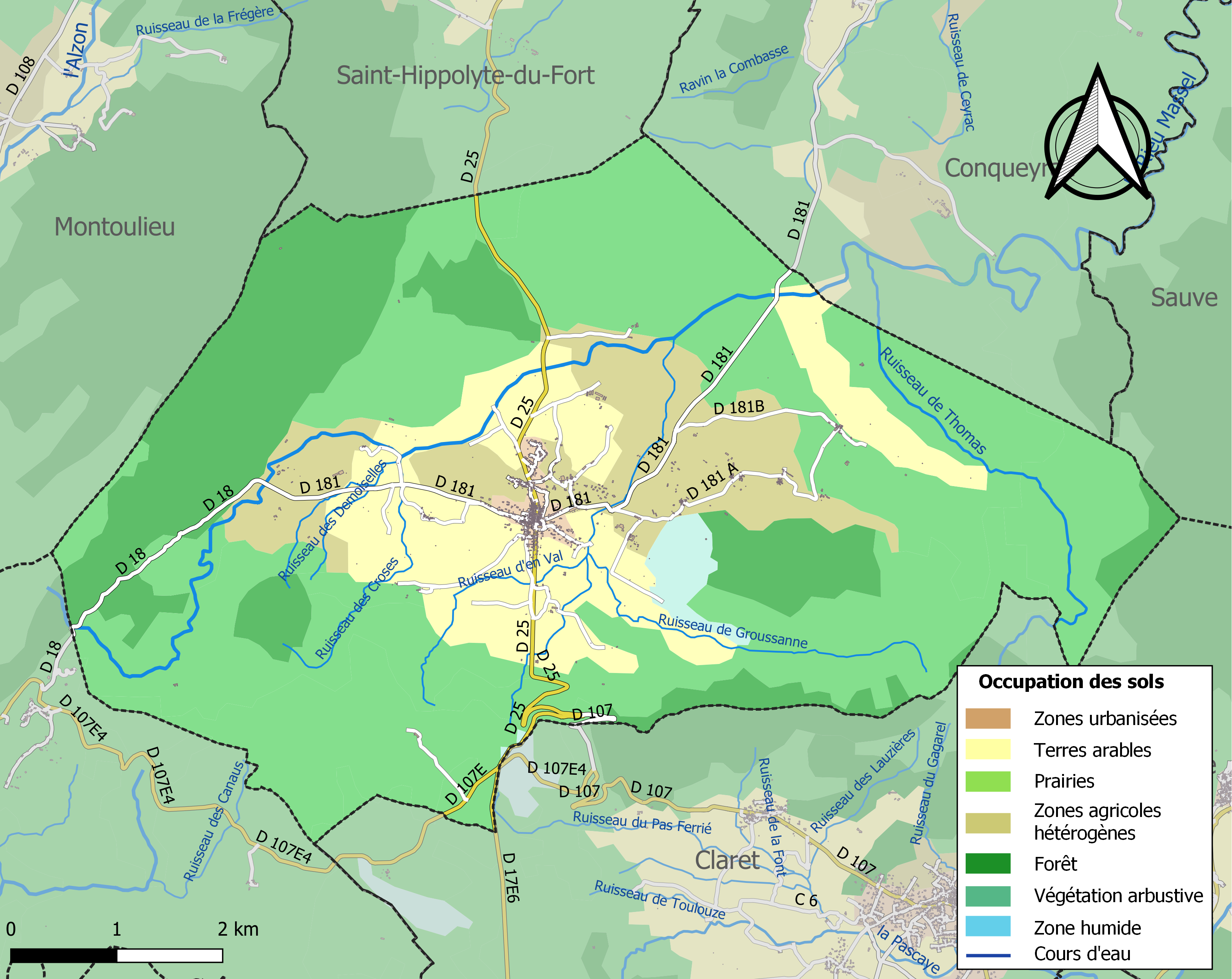
Carte des infrastructures et de l'occupation des sols de la commune en 2018 (CLC).

### Risques majeurs
Le territoire de la commune de Pompignan est vulnérable à différents aléas naturels : météorologiques (tempête, orage, neige, grand froid, canicule ou sécheresse), inondations, feux de forêts et séisme (sismicité faible). Un site publié par le BRGM permet d'évaluer simplement et rapidement les risques d'un bien localisé soit par son adresse soit par le numéro de sa parcelle.
Certaines parties du territoire communal sont susceptibles d’être affectées par le risque d’inondation par débordement de cours d'eau et par une crue torrentielle ou à montée rapide de cours d'eau, notamment le Rieu Massel. La commune a été reconnue en état de catastrophe naturelle au titre des dommages causés par les inondations et coulées de boue survenues en 1982, 1992, 1994, 1995, 2002 et 2010,.

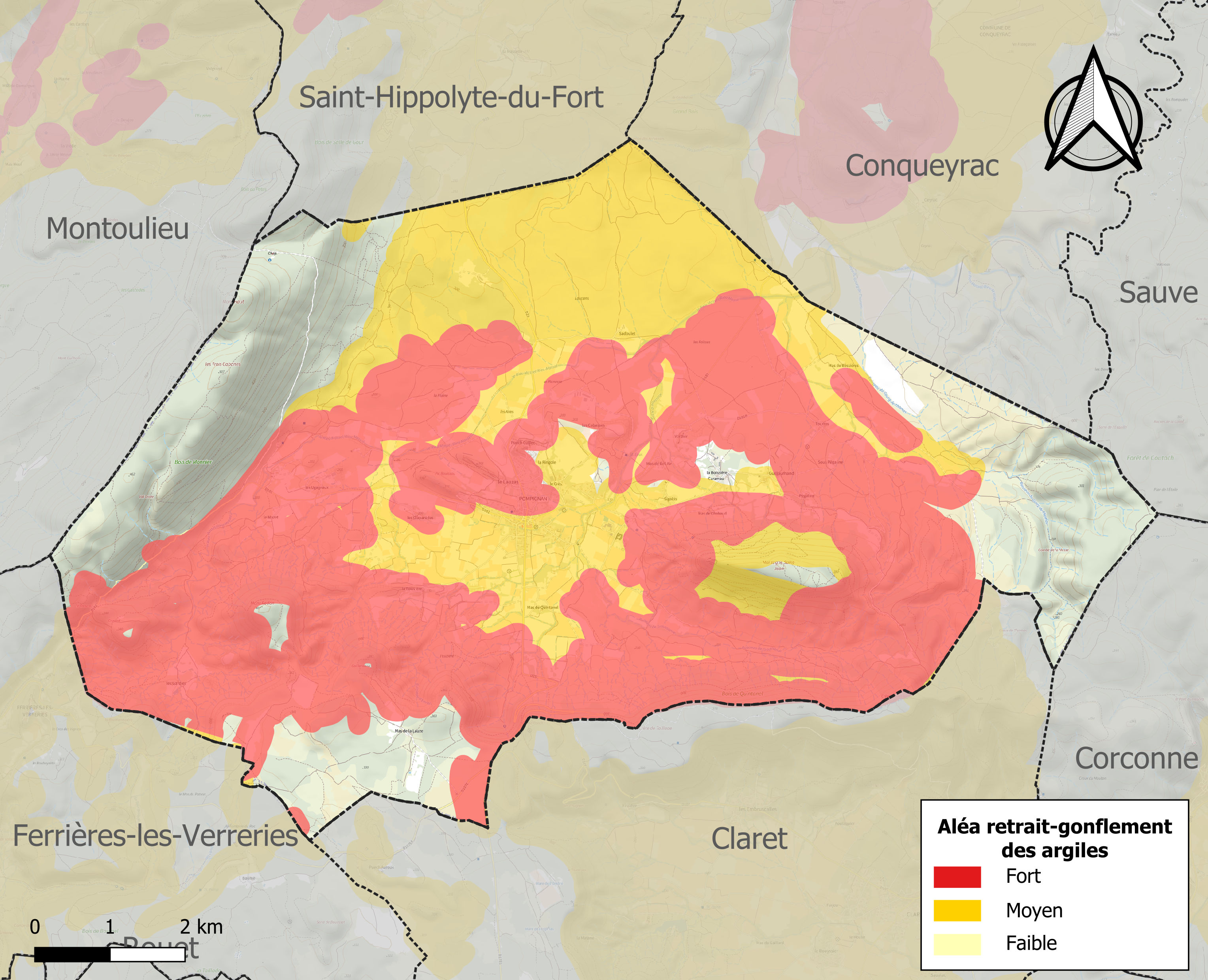
Carte des zones d'aléa retrait-gonflement des sols argileux de Pompignan.

Le retrait-gonflement des sols argileux est susceptible d'engendrer des dommages importants aux bâtiments en cas d’alternance de périodes de sécheresse et de pluie. 76,6 % de la superficie communale est en aléa moyen ou fort (67,5 % au niveau départemental et 48,5 % au niveau national). Sur les 470 bâtiments dénombrés sur la commune en 2019, 451 sont en aléa moyen ou fort, soit 96 %, à comparer aux 90 % au niveau départemental et 54 % au niveau national. Une cartographie de l'exposition du territoire national au retrait gonflement des sols argileux est disponible sur le site du BRGM,.
Par ailleurs, afin de mieux appréhender le risque d’affaissement de terrain, l'inventaire national des cavités souterraines permet de localiser celles situées sur la commune.

## Environnement
La plaine de Pompignan constitue un point chaud de biodiversité très connu des naturalistes, du fait de la présence de belles garrigues, de canyons marneux, d'oueds et de nombreuses lavognes. Les garrigues de Pompignan, visibles depuis la RD25 et la RD181, prennent par endroits des teintes de savane africaine, en raison de leurs vastes étendues herbeuses parsemées d'arbustes épineux. Les principaux arbustes épineux sont le Poirier à feuilles d'amandiers Pyrus spinosa et le Paliure épine-du-Christ Paliurus spina-christi. Ces garrigues sont pâturées par des troupeaux transhumants de moutons depuis des siècles.
150 espèces d'oiseaux, 500 espèces de plantes et autant d'insectes sont présents dans cet ensemble de garrigues qui a été classé site Natura 2000 en avril 2006, au sein d'une Zone de Protection Spéciale Gorges du Rieutord, Fage et Cagnasses de 13 000 hectares.

## Histoire

### Premiers peuplements
Sur la commune de Pompignan, deux tumulus de la nécropole du Sadoulet datant approximativement de la seconde moitié du VIIe siècle av. J.-C. ou début du VIe siècle av. J.-C. ont fait l'objet de fouilles dans les années 1980,. Pompignan est un lieu de peuplement très ancien : plusieurs grottes étaient occupés par les hommes du néolithique. Plusieurs dolmens, nécropoles et même un cromlech de 100 mètres de diamètre est à signaler. Les peuples gaulois étaient déjà largement établis localement, en témoigne le grand nombre de sépultures de cette époque encore visibles et disséminées dans toute la plaine.
Pompignan provient de Pompignanus, sans doute le premier romain venu s'installer sur ce territoire pour y fonder une villa. Les peuples autochtones étant des sociétés orales, c'est le nom de la villa Pompignanus qui fut utilisé ensuite dans les textes ultérieurs.

### Le prieuré
En 1267, le 8 des Ides de mars, le pape Clément IV charge Bernard, abbé de Montmajour en Provence de mettre l'abbaye de Saint-Guilhem en possession du prieuré de Saint-Saturnin, situation qui perdurera jusqu'à la Révolution. En 1384, un dénombrement de la sénéchaussée cite le prieuré Sanctus Saturninus vallis Pompignanae, première mention connue de Pompignan[réf. nécessaire].

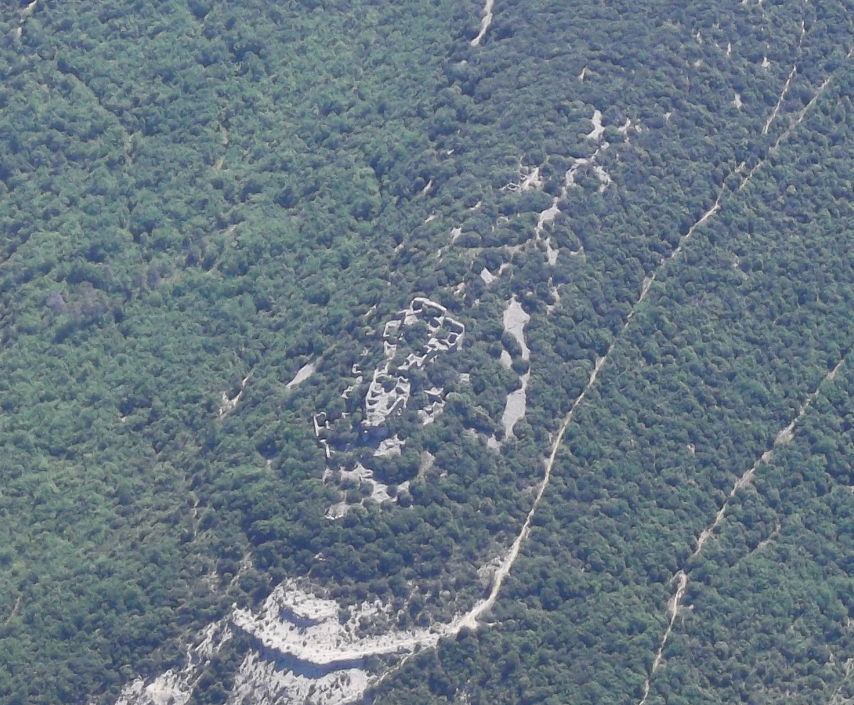
Vue aérienne du château Saint-Jean.

### Le château Saint-Jean
Situé sur le Mont Saint-Jean, il y a été construit en 1237[réf. nécessaire]. Long d'environ 80 mètres, il est aujourd'hui totalement en ruine (visite interdite car dangereuse, site privé). Ce château a appartenu à la famille Alleman de Mirabel.

### Épisode de la guerre desCamisards
Alors que la plupart des villages des Cévennes, protestants, ont subi la révocation de l'Édit de Nantes, Pompignan est resté fidèle à la foi catholique (Abraham Mazel dira à propos de ses habitants qu'ils sont les plus scélérats papistes de l'univers)[réf. nécessaire]. Le 6 mars 1703, une troupe de camisards dont Jean Cavalier mentionne la participation de cent officiers irlandais à cheval, entre dans Pompignan. Cette dernière, pourchassée par le maréchal de Montrevel, est dirigée par Pierre Laporte, dit Rolland. Le village est apparemment désert mais c'est un piège. Les camisards se retrouvent vite encerclés par les dragons de Montrevel. C'est le début de la bataille de Pompignan. Montrevel, récemment promu à la tête de l'armée et qui dispose de deux régiments, veut en finir avec Rolland qui commande environ 1 200 hommes. Les fanatiques (un des noms donnés aux Camisards par l'autre camp), tentent de se rabattre vers les bois de Monnier, mais ils sont surpris par l'infanterie qui s'y était cachée. Rolland parvient néanmoins à se dégager mais il laisse 200 hommes sur le terrain[réf. nécessaire].

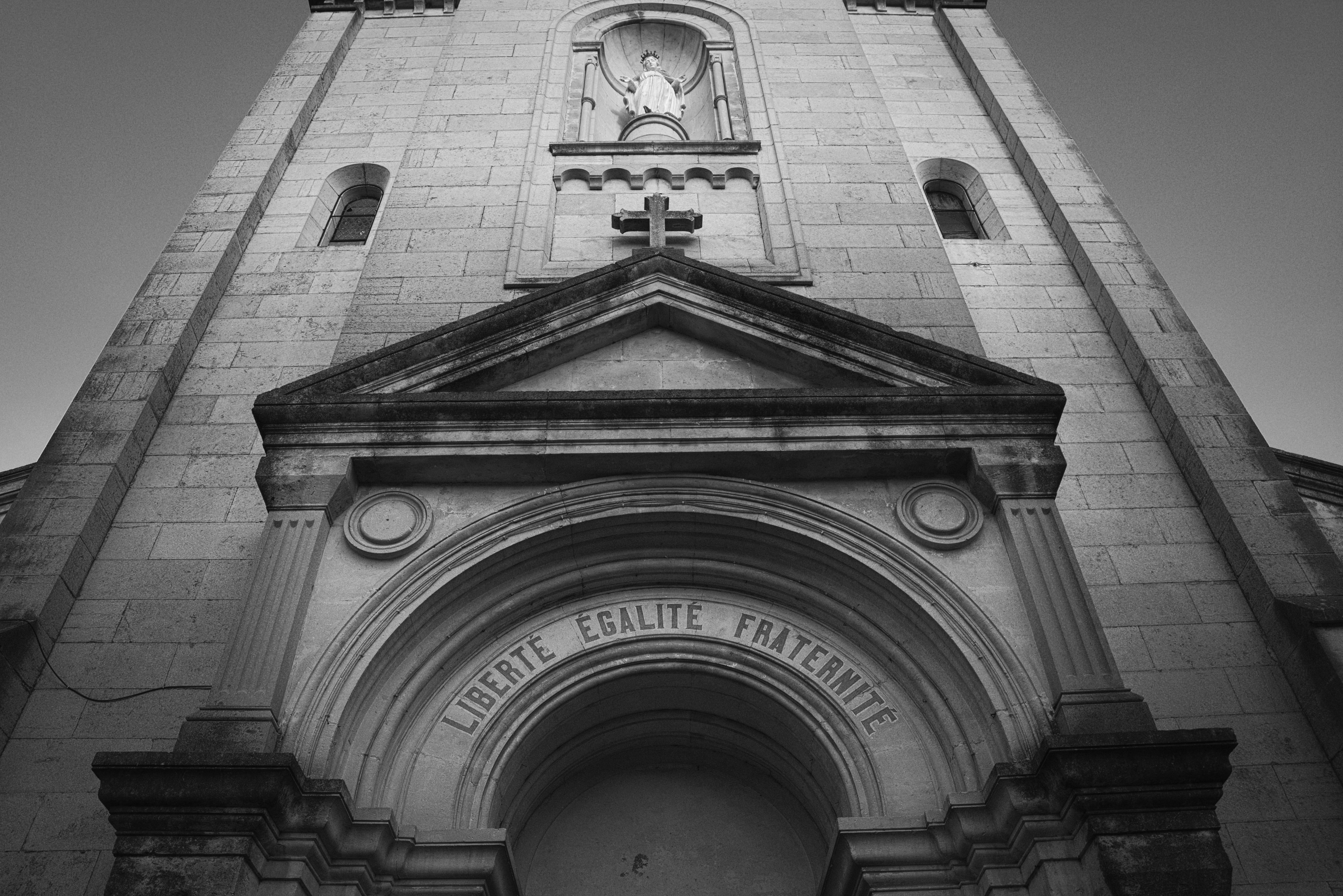
Église du village de Pompignan, dans le Gard. Un fait notable concernant cette église est que sur son fronton est gravée dans la roche la devise républicaine : « Liberté, Égalité, Fraternité ».

### Histoire paroissiale
Édifiée durant la seconde moitié du XIXe siècle, elle se signale surtout par sa grandeur, la longueur et la hauteur de sa nef sans oublier un clocher particulièrement élancé visible de fort loin. Un fait notable concernant cette église est que sur son fronton est gravée dans la roche la devise républicaine : « Liberté, Égalité, Fraternité ».
Saint-Saturnin est le Saint patron de la commune de Pompignan, il se fête le 29 novembre.

## Politique et administration
| Période                                  | Période      | Identité           | Étiquette | Qualité |
| ---------------------------------------- | ------------ | ------------------ | --------- | --- |
| 1967                                     | mars 1979    | Marcel Valat       |           | |
| mars 1979                                | 1999         | Damien Alary       | PS        | Député (1997-2004) Conseiller général à partir de 1985 Président du conseil général à partir de 2001 Conseiller régional à partir de 1986 Vice-président du conseil régional à partir de 2004 Vice-président du conseil général de 1990 à 1997 |
| mars 2001                                | 2014         | Claude Reynard     | PS        | |
| mars 2014                                | juillet 2020 | Rémi Alary         | PS        | |
| juillet 2020                             | En cours     | Michel Fougairolle |           | |
| Les données manquantes sont à compléter. |              |                    |           | |

## Démographie
L'évolution du nombre d'habitants est connue à travers les recensements de la population effectués dans la commune depuis 1793. Pour les communes de moins de 10 000 habitants, une enquête de recensement portant sur toute la population est réalisée tous les cinq ans, les populations de référence des années intermédiaires étant quant à elles estimées par interpolation ou extrapolation. Pour la commune, le premier recensement exhaustif entrant dans le cadre du nouveau dispositif a été réalisé en 2006.

En 2022, la commune comptait 914 habitants, en évolution de −3,18 % par rapport à 2016 (Gard : +2,97 %, France hors Mayotte : +2,11 %).
| 1793  | 1800  | 1806  | 1821  | 1831  | 1836  | 1841  | 1846  | 1851  |
| ----- | ----- | ----- | ----- | ----- | ----- | ----- | ----- | ----- |
| 1 460 | 1 103 | 1 148 | 1 207 | 1 216 | 1 271 | 1 274 | 1 318 | 1 367 |

| 1856  | 1861  | 1866  | 1872  | 1876  | 1881  | 1886  | 1891  | 1896  |
| ----- | ----- | ----- | ----- | ----- | ----- | ----- | ----- | ----- |
| 1 345 | 1 368 | 1 308 | 1 133 | 1 098 | 1 080 | 1 013 | 1 014 | 1 079 |

| 1901  | 1906  | 1911  | 1921 | 1926 | 1931 | 1936 | 1946 | 1954 |
| ----- | ----- | ----- | ---- | ---- | ---- | ---- | ---- | ---- |
| 1 037 | 1 008 | 1 007 | 907  | 919  | 885  | 874  | 765  | 735  |

| 1962 | 1968 | 1975 | 1982 | 1990 | 1999 | 2006 | 2011 | 2016 |
| ---- | ---- | ---- | ---- | ---- | ---- | ---- | ---- | ---- |
| 716  | 619  | 582  | 576  | 611  | 651  | 765  | 859  | 944  |

| 2021 | 2022 | - | - | - | - | - | - | - |
| ---- | ---- | - | - | - | - | - | - | - |
| 929  | 914  | - | - | - | - | - | - | - |

## Économie

### Revenus
En 2018  (données Insee publiées en septembre 2021), la commune compte 348 ménages fiscaux, regroupant 782 personnes. La médiane du revenu disponible par unité de consommation est de 19 660 € (20 020 € dans le département).

### Emploi
|                | 2008   | 2013  | 2018   |
| -------------- | ------ | ----- | ------ |
| Commune        | 8,1 %  | 8,8 % | 11,1 % |
| Département    | 10,6 % | 12 %  | 12 %   |
| France entière | 8,3 %  | 10 %  | 10 %   |

En 2018, la population âgée de 15 à 64 ans s'élève à 550 personnes, parmi lesquelles on compte 67,9 % d'actifs (56,8 % ayant un emploi et 11,1 % de chômeurs) et 32,1 % d'inactifs,. En  2018, le taux de chômage communal (au sens du recensement) des 15-64 ans est inférieur à celui du département, mais supérieur à celui de la France, alors qu'en 2008 il était inférieur à celui de la France.
La commune fait partie de la couronne de l'aire d'attraction de Montpellier, du fait qu'au moins 15 % des actifs travaillent dans le pôle,. Elle compte 221 emplois en 2018, contre 202 en 2013 et 146 en 2008. Le nombre d'actifs ayant un emploi résidant dans la commune est de 315, soit un indicateur de concentration d'emploi de 70,1 % et un taux d'activité parmi les 15 ans ou plus de 48,6 %.
Sur ces 315 actifs de 15 ans ou plus ayant un emploi, 102 travaillent dans la commune, soit 32 % des habitants. Pour se rendre au travail, 86,7 % des habitants utilisent un véhicule personnel ou de fonction à quatre roues, 1,9 % les transports en commun, 5 % s'y rendent en deux-roues, à vélo ou à pied et 6,3 % n'ont pas besoin de transport (travail au domicile).

### Activités hors agriculture

#### Secteurs d'activités
60 établissements sont implantés  à Pompignan au 31 décembre 2019. Le tableau ci-dessous en détaille le nombre par secteur d'activité et compare les ratios avec ceux du département,.
| Secteur d'activité                                                                                        | Commune | Commune | Département |
| Secteur d'activité                                                                                        | Nombre  | %       | %           |
| --- | ------- | ------- | ----------- |
| Ensemble                                                                                                  | 60      |         |             |
| Industrie manufacturière, industries extractives et autres                                                | 10      | 16,7 %  | (7,9 %)     |
| Construction                                                                                              | 8       | 13,3 %  | (15,5 %)    |
| Commerce de gros et de détail, transports, hébergement et restauration                                    | 13      | 21,7 %  | (30 %)      |
| Information et communication                                                                              | 2       | 3,3 %   | (2,2 %)     |
| Activités spécialisées, scientifiques et techniques et activités de services administratifs et de soutien | 14      | 23,3 %  | (14,9 %)    |
| Administration publique, enseignement, santé humaine et action sociale                                    | 6       | 10 %    | (13,5 %)    |
| Autres activités de services                                                                              | 7       | 11,7 %  | (8,8 %)     |

Le secteur des activités spécialisées, scientifiques et techniques et des activités de services administratifs et de soutien est prépondérant sur la commune puisqu'il représente 23,3 % du nombre total d'établissements de la commune (14 sur les 60 entreprises implantées  à Pompignan), contre 14,9 % au niveau départemental.

#### Entreprises et commerces
Les deux entreprises ayant leur siège social sur le territoire communal qui génèrent le plus de chiffre d'affaires en 2020 sont : 
- La Mie Cevenole, boulangerie et boulangerie-pâtisserie (150 k€)
- Sotex, autres travaux spécialisés de construction (98 k€)

#### Anciennes industries
Aux XVIIe et XVIIIe siècles, les verreries et les tanneries ont presque totalement déboisé la région, autrefois plantée de telle manière que l'on disait : « un singe peut aller de Pompignan à Montpellier sans toucher terre ».
On pratiquait également la sériciculture, à savoir l'élevage du ver à soie, dans les magnaneraies. De nombreux vieux mûriers encore visibles dans la commune témoignent de cette époque aujourd'hui révolue.

#### Industries en activité
Les deux activités principales du village sont la viticulture et l'extraction de pierres.
Extraction de pierres
La pierre de Pompignan est de bonne qualité et, suivant son épaisseur, donne des dalles de sol ou bien de la pierre à bâtir. Les moyens techniques de l'époque leur permettaient seulement d'extraire des blocs de surface et de fine épaisseur. À partir du Moyen Âge, la pierre de Pompignan est utilisée pour la construction des cuves à vin, des "pilles", des plafonds, des voûtes, des planchers sur bois, des contours de fenêtre, des marches d'escalier, des balcons et des cheminées. Figurant au répertoire des carrières de pierres de taille de 1889[réf. nécessaire], la pierre de Pompignan fut massivement exploitée jusqu'au début de la Première Guerre mondiale. Par la suite, la couleur grise a été délaissée au profit du béton, moins cher. Puis, dans la seconde moitié du XXe siècle, l'exploitation de la pierre de Pompignan a progressivement repris. La pierre de Pompignan est en effet la pierre de construction traditionnelle des villages en pierres des environs, et elle peut également être polie à la manière des marbres. Trois entreprises continuent d'exploiter les carrières à ce jour.

### Agriculture
La commune est dans le « Soubergues », une petite région agricole occupant une frange sud-ouest du département du Gard. En 2020, l'orientation technico-économique de l'agriculture  sur la commune est la culture de fruits ou d'autres cultures permanentes.
|               | 1988  | 2000 | 2010 | 2020  |
| ------------- | ----- | ---- | ---- | ----- |
| Exploitations | 77    | 83   | 35   | 32    |
| SAU (ha)      | 1 118 | 890  | nd   | 1 095 |

Le nombre d'exploitations agricoles en activité et ayant leur siège dans la commune est passé de 77 lors du recensement agricole de 1988  à 83 en 2000 puis à 35 en 2010 et enfin à 32 en 2020, soit une baisse de 58 % en 32 ans. Le même mouvement est observé à l'échelle du département qui a perdu pendant cette période 61 % de ses exploitations,. La surface agricole utilisée sur la commune a également diminué, passant de 1 118 ha en 1988 à 1 095 ha en 2020. Parallèlement la surface agricole utilisée moyenne par exploitation a augmenté, passant de 15 à 34 ha.

#### Spécialités et produits labellisés
La cave coopérative des Vignerons de Pompignan a obtenu la médaille de bronze en 2004 au concours agricole de Paris (catégorie Vin-de-pays-d'Oc Rosé)[réf. nécessaire]. La coopérative a fusionné au cours de l'année 2015 avec celle de Durfort-et-Saint-Martin-de-Sossenac. Ne bénéficiant pas d'Appellation d'Origine Contrôlée, la viticulture locale a été frappée de plein fouet par les crises à répétition du secteur. Au moins 150 ha de vignes ont ainsi été arrachés en 1989 et de nouveau 150 ha au cours de l'année 2005. Aujourd'hui, de nombreuses parcelles arrachées ne trouvent toujours pas de repreneur et le nombre de friches évoluant vers des accrues forestières est très préoccupant.

## Culture locale et patrimoine

### Lieux et monuments
- Église Saint-Saturnin de Pompignan.

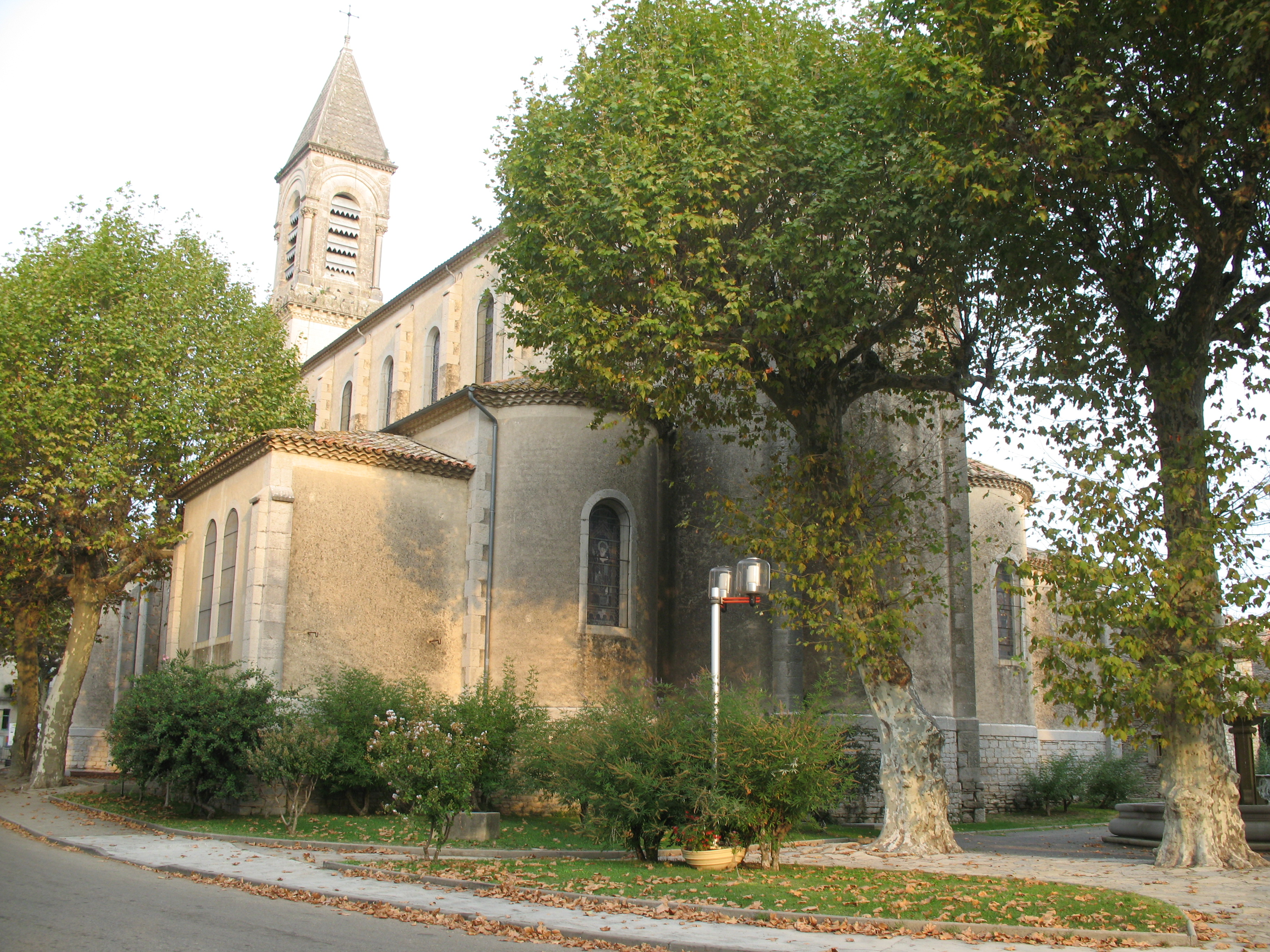
L'église paroissiale.
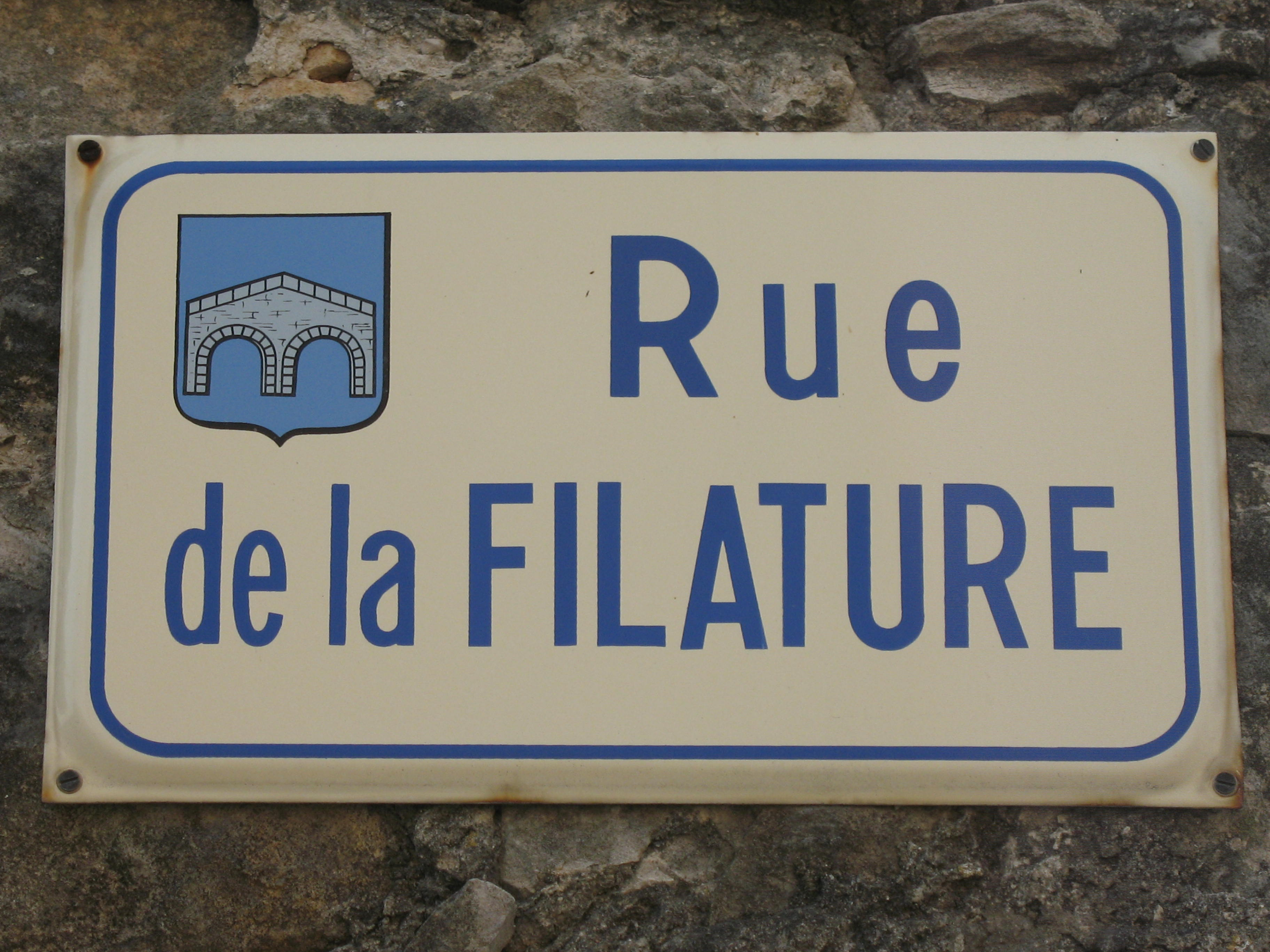
Plaque de rue et blason de la ville.

### Personnalités liées à la commune
- Mathias Alphonse Bourras (Pompignan, 1836 - Montpellier, 1880) - Colonel, commandant du corps-franc des Vosges en 1870-1871, où il s'illustra, notamment lors de l'affrontement de Brouvelieures. Sa statue en bronze, œuvre du sculpteur Léopold Morice[35], fut inaugurée le 4 septembre 1892 sur la place principale du village ; il est représenté en uniforme, portant képi, sabre au côté, bras droit tendu, avec à ses pieds un mortier, un casque prussien et un rameau de chêne. Le socle est en pierre de Pompignan.

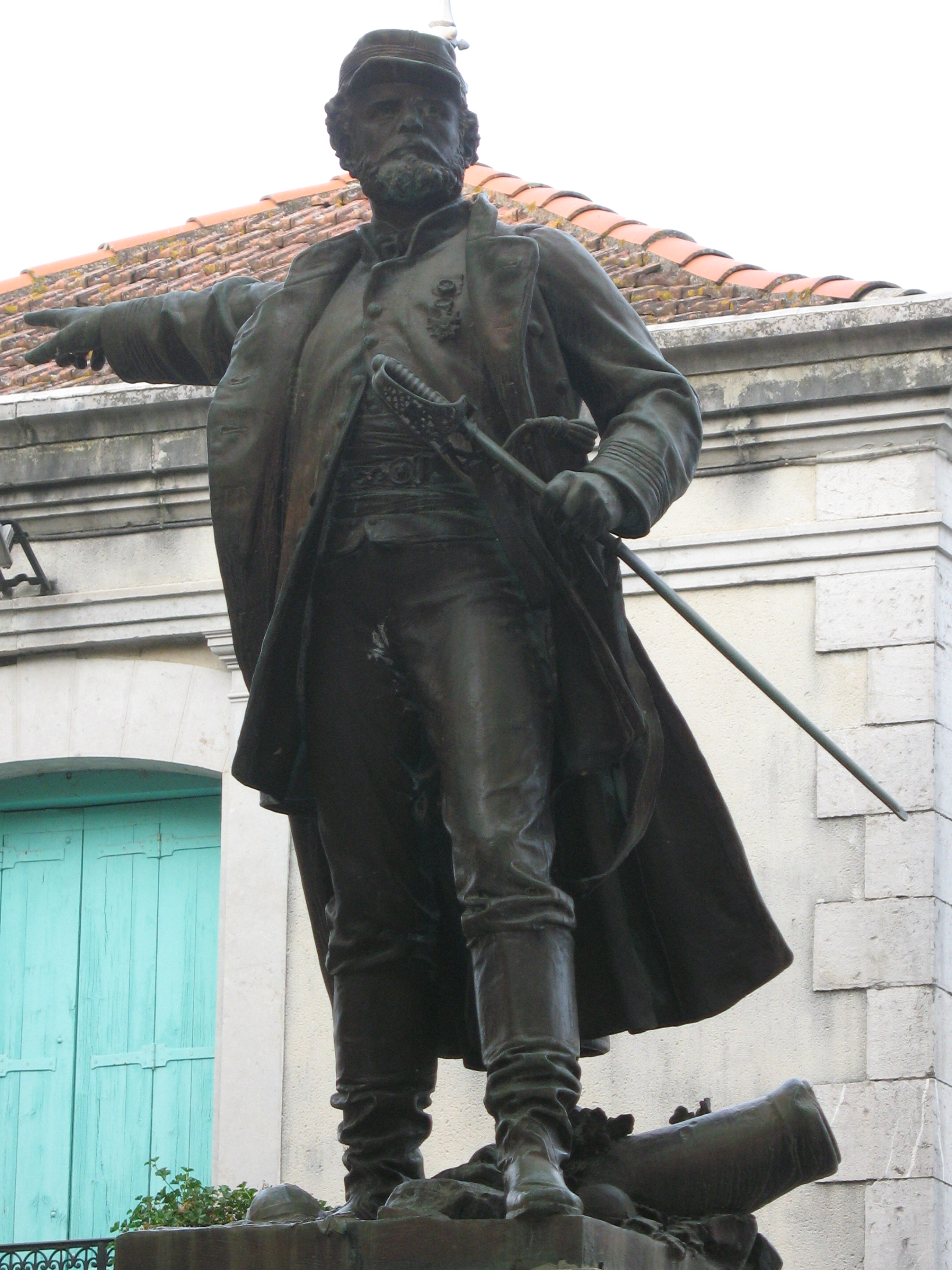
Statue du colonel Bourras à Pompignan.

- Statue du colonel Bourras à Pompignan.Damien Alary Président du Conseil général du Gard depuis 2001, Maire de Pompignan pendant 20 ans entre 1979 et 1999, Député de la 5e circonscription du Gard entre 1997 et 2004, vice-président du Conseil Régional de Languedoc-Roussillon de 2010 à 2014 (délégué à l'Aménagement du territoire), puis président celle-ci à la fin de la mandature (2014-2015).

## Vie locale
- Fête votive chaque année le week-end après le 15 août.

## Héraldique
D'azur au pont de deux arches d'argent maçonné de sable.
Le pont représente le « pont romain », pont à deux arches, plus récent que l'époque romaine, qui franchit le Rieumassel au sud de la Bergerie de Monnier. L'étymologie de Pompignan n'a rien à voir avec ce pont. C'est au cours de la seconde moitié du vingtième (date à rechercher) que le pont apparaît sur le logo de la municipalité.